# گوالتیرو د آنجلیس
گوالتیرو دِ آنجلیس (ایتالیایی: Gualtiero De Angelis؛ ‏ ۲۲ نوامبر ۱۸۹۹ – ۶ ژوئن ۱۹۸۰) بازیگر و صداپیشه اهل ایتالیا بود. وی بین سال‌های ۱۹۳۶ تا ۱۹۸۰ میلادی فعالیت می‌کرد.
از فیلم‌هایی که وی در آن‌ها نقش داشته‌است، می‌توان به داستان عشق اشاره نمود.